# International Journal of Geographical Information Science
International Journal of Geographical Information Science is een internationaal, aan collegiale toetsing onderworpen wetenschappelijk tijdschrift op het gebied van de informatiesystemen en aardwetenschappen. De naam wordt in literatuurverwijzingen meestal afgekort tot Int. J. Geogr. Inform. Sci. Het wordt uitgegeven door Taylor & Francis en verschijnt 8 keer per jaar.